# Gryssen (Åls socken, Dalarna)
Gryssen är en sjö i Leksands kommun i Dalarna och ingår i Dalälvens huvudavrinningsområde. Sjön har en area på 0,397 kvadratkilometer och ligger 225 meter över havet. Sjön avvattnas av vattendraget Helgån.

## Delavrinningsområde
Gryssen ingår i det delavrinningsområde (672454-147000) som SMHI kallar för Inloppet i Helgsjön. Medelhöjden är 253 meter över havet och ytan är 5,89 kvadratkilometer. Det finns inga avrinningsområden uppströms utan avrinningsområdet är högsta punkten. Helgån som avvattnar avrinningsområdet har biflödesordning 2, vilket innebär att vattnet flödar genom totalt 2 vattendrag innan det når havet efter 273 kilometer. Avrinningsområdet består mestadels av skog (88 procent). Avrinningsområdet har 0,4 kvadratkilometer vattenytor vilket ger det en sjöprocent på 6,7 procent.